# Pat und Paul
Pat und Paul sind ein deutsches Gesangsduo der volkstümlichen Musik. Pat, alias Renate Schweers geb. Koch (* 17. April in Lüneburg) und Paul Horst Schweers (* 28. Dezember in Jülich) sind seit 1970 verheiratet und haben zwei Söhne, Oliver und Thorsten. Sie leben heute in der Lüneburger Heide.

## Werdegang
Die beiden lernten sich Ende der 1960er Jahre kennen und 1969 begann ihre gemeinsame Karriere auf dem Gebiet der volkstümlichen Musik. Pat war zuvor als Bürokauffrau, Paul als Physiotherapeut tätig. In ihrem eigenen Tonstudio produzierten und komponierten sie meist eigene Titel, die in den 1970er und 1980er Jahren sehr bekannt wurden. Ihr erster großer Erfolg war der Titel Lieder, die von Herzen kommen, mit dem sie in einem Fernsehwettbewerb den 1. Platz belegten.
Es folgten zahlreiche Lieder, die sich meist mit norddeutschen Themen, insbesondere der Heide beschäftigen. Auch nahmen sie alte Volkslieder in ihr Repertoire auf.
1986 bewarb sich das Duo beim Grand Prix der Volksmusik 1986, doch erreichte ihr Lied Nur ein kleiner Blick nicht das Finale. Mit Es war Frühling in der Heide versuchten sie es erneut beim Grand Prix der Volksmusik 1988, doch konnte auch dieser Titel nicht das Finale erreichen.
Erfolgreicher waren sie beim niedersächsischen Wettbewerb Lieder so schön wie der Norden 1990, als sie mit dem Lied Zwischen Harz und Heide einen beachtlichen 8. Platz erreichten.
Das Duo ist heute nur noch gelegentlich bei Fernsehveranstaltungen zu sehen. Ihr Schwerpunkt liegt heute in der Produktion von volkstümlicher Musik für andere Interpreten.

## Erfolgstitel
- Gute Nachbarschaft
- Bring uns Frieden, heller Stern
- Unter meinem Friesennerz
- Rosen im Sand
- Auf der Heide blühn die letzten Rosen
- O Heideröslein
- Wer wandern will, braucht Sonnenschein
- Der Vogelbeerbaum
- „Das Schiff ist aus Holz oder Eisen“
- „Dann träume' ich von zu haus'“
- „Das Haus in der Heide“
- „Fliege kleiner Kolibri“
- „Schneeglöckchenwalzer“
- „Der Holzschuhtanz“
- „Es klingt ein Lied in der Heide“
- „Ein schönes Stück Heimat“
- „Lieder des Nordens“
- „Träume mit mir in der Heide“
- „Keiner kennt das Boot ohne Wiederkehr“
- „Hinter den sieben Horizonten“

## Diskografie
LPs (Auswahl):
- Jenseits des Tales
- Jubel und Tanz beim Kronenwirt
- Die Fahrt ins Heu
- Ein Herz voll Musik
- Freut euch des Lebens
- Lieder von Herz zu Herz
- Mit dem Fahrrad und einer Mundharmonika
- Musik ist unser Leben 1986
- Wenn abends die Heide träumt
- Kennst du die Lüneburger Heide

CDs:
- Lieder, die zu Herzen gehen 1998
- Lieder des Nordens
- Hinter den sieben Horizonten
- Bring uns Frieden heller Stern